# Choi Chol-su
Choe Chol-su (최철수?; 1º dicembre 1969) è un ex pugile nordcoreano.

## Palmarès

### Olimpiadi
- 1 medaglia:
  - 1 oro (Barcellona 1992 nei pesi mosca)